# پالیدول
پالیدول (به انگلیسی: Pallidol) با فرمول شیمیایی C۲۸H۲۲O۶ یک ترکیب شیمیایی با شناسه پاب‌کم ۴۸۴۷۵۷ است. که جرم مولی آن ۴۵۴٫۴۷ g/mol می‌باشد. 